# Bronx Open
A Bronx Open (vagy NYJTL Bronx Open; korábbi, szponzorált nevén EmblemHealth Bronx Open) egy évente megrendezésre kerülő tenisztorna New Yorkban. A versenyt 1996–2012 között ITF-tornaként szervezték, 2019-től WTA International kategóriájú versenyként a US Open előtti héten, az utolsó felvezető versenyként rendezik meg.
A tornát szabad téren, keménypályán rendezik, összdíjazása 250 000 dollár. A főtáblán 32-en indulhatnak, a selejtezőből 48-an próbálkozhatnak a főtábla szabad helyeire kerülésre. A torna 16 páros részére is versenylehetőséget biztosít.
A torna 1996–1998 között ITF 25,000$-os, 1999–2008 és 2011–2012 között ITF 50,000$-os, 2009–2010-ben ITF 100,000$-os eseményként szerepelt a versenynaptárban.

## A korábbi döntők eredményei

### Egyéni
| Év                    | Győztes                | Döntős                 | Eredmény          |                   |
| --------------------- | ---------------------- | ---------------------- | ----------------- | ----------------- |
| 2019                  | Magda Linette          | Camila Giorgi          | 5–7, 7–5, 6–4     |                   |
| ↑ WTA International ↑ |                        |                        |                   |                   |
| 2013–18               | Nem rendezték meg      | Nem rendezték meg      | Nem rendezték meg | Nem rendezték meg |
| 2012                  | Romina Oprandi         | Anna Csakvetadze       | 5–7, 6–3, 6–3     |                   |
| 2011                  | Andrea Hlaváčková      | Mona Barthel           | 7–6(8), 6–3       |                   |
| ↑ ITF 50K torna ↑     |                        |                        |                   |                   |
| 2010                  | Anna Csakvetadze       | Sofia Arvidsson        | 4–6, 6–2, 6–2     |                   |
| 2009                  | Tatjana Malek          | Kristina Barrois       | 6–1, 6–4          |                   |
| ↑ ITF 100K torna ↑    |                        |                        |                   |                   |
| 2008                  | Jelena Bovina          | Anna-Lena Grönefeld    | 6–3, 7–5          |                   |
| 2007                  | Casey Dellacqua        | Ahsha Rolle            | 7–5, 2–0, feladta |                   |
| 2006                  | Olga Pucskova          | Taccjana Pucsak        | 6–3, 6–1          |                   |
| 2005                  | Sybille Bammer         | Camille Pin            | 3–6, 6–4, 6–4     |                   |
| 2004                  | Evgenia Linetskaya     | Nuria Llagostera Vives | 4–6, 6–3, 6–4     |                   |
| 2003                  | Cseng Csie             | Marija Kirilenko       | 4–6, 6–4, 6–4     |                   |
| 2002                  | Ashley Harkleroad      | Ľubomíra Kurhajcová    | 6–1, 6–3          |                   |
| 2001                  | Barbara Schwartz       | Martina Müller         | 5–7, 6–3, 7–6(3)  |                   |
| 2000                  | Daniela Hantuchová     | Ji Csing-csian         | 6–4, 6–4          |                   |
| 1999                  | Erika deLone           | Els Callens            | 6–1, feladta      |                   |
| ↑ ITF 50K torna ↑     |                        |                        |                   |                   |
| 1998                  | Sarah Pitkowski-Malcor | Cara Black             | 6–3, 7–5          |                   |
| 1997                  | Rachel McQuillan       | Erika deLone           | 6–1, 6–4          |                   |
| 1996                  | Virginia Ruano Pascual | Amélie Mauresmo        | 6–4, 6–3          |                   |
| ↑ ITF 25K torna ↑     |                        |                        |                   |                   |

### Páros
| Év                          | Győztesek                                | Döntősök                                  | Eredmény          |                   |
| --------------------------- | ---------------------------------------- | ----------------------------------------- | ----------------- | ----------------- |
| 2019                        | Darija Jurak María José Martínez Sánchez | Margarita Gaszparjan Monica Niculescu     | 7–5, 2–6, [10–7]  |                   |
| ↑ WTA International torna ↑ |                                          |                                           |                   |                   |
| 2013–18                     | Nem rendezték meg                        | Nem rendezték meg                         | Nem rendezték meg | Nem rendezték meg |
| 2012                        | Aojama Súko Erika Sema                   | Eri Hozumi Miki Miyamura                  | 6–4, 7–6(4)       |                   |
| 2011                        | Megan Moulton-Levy Ahsha Rolle           | Han Hszin-jün Lu Csing-csing              | 6–3, 7–6(5)       |                   |
| ↑ ITF 50K torna ↑           |                                          |                                           |                   |                   |
| 2010                        | Kristina Barrois Yvonne Meusburger       | Natalie Grandin Abigail Spears            | 1–6, 6–4, [15–13] |                   |
| 2009                        | Anna-Lena Grönefeld Vania King           | Julie Coin Marie-Ève Pelletier            | 6–0, 6–3          |                   |
| ↑ ITF 100K torna ↑          |                                          |                                           |                   |                   |
| 2008                        | Raquel Kops-Jones Abigail Spears         | Angela Haynes Ahsha Rolle                 | 6–4, 6–3          |                   |
| 2007                        | Lucie Hradecká Urszula Radwańska         | Marija Koritceva Darja Kusztava           | 6–3, 1–6, 6–1     |                   |
| 2006                        | Julie Ditty Natalie Grandin              | Lucie Hradecká Michaela Paštiková         | 6–1, 7–6(2)       |                   |
| 2005                        | Li Ting Szun Tien-tien                   | Taccjana Pucsak Nasztasszja Jakimava      | 2–6, 6–2, 6–4     |                   |
| 2004                        | Li Na Liu Nan-nan                        | Jessica Lehnhoff Christina Wheeler        | 5–7, 6–3, 6–3     |                   |
| 2003                        | Julija Bejhelzimer Taccjana Pucsak       | Mara Santangelo Selima Sfar               | 6–4, 7–5          |                   |
| 2002                        | Maret Ani Flavia Pennetta                | Shinobu Asagoe Nana Miyagi                | 6–4, 6–1          |                   |
| 2001                        | Clarisa Fernández Fudzsivara Rika        | Kristie Boogert Els Callens               | 2–6, 7–6(3), 6–4  |                   |
| 2000                        | Surina de Beer Nana Miyagi               | Alexandra Fusai Émilie Loit               | 5–7, 6–4, 6–4     |                   |
| 1999                        | Surina de Beer Nana Miyagi               | Seda Noorlander Patricia Wartusch         | 3–6, 6–0, 6–3     |                   |
| ↑ ITF 50K torna ↑           |                                          |                                           |                   |                   |
| 1998                        | Julie Pullin Lorna Woodroffe             | Christina Papadaki Sarah Pitkowski-Malcor | 6–3, 6–1          |                   |
| 1997                        | Rachel McQuillan Lisa McShea             | Shirli-Ann Siddall Lorna Woodroffe        | 6–2, 6–1          |                   |
| 1996                        | Nanne Dahlman Clare Wood                 | Liezel Huber Christina Papadaki           | 6–2, 6–3          |                   |
| ↑ ITF 25K torna ↑           |                                          |                                           |                   |                   |